# Chamaeleonidae
I camaleonti (appartenenti alla famiglia Chamaeleonidae Rafinesque, 1815) sono un clado distintivo e altamente specializzato di lucertole native del Vecchio Mondo, di cui fanno parte 202 specie.
I camaleonti si distinguono per numerosi elementi peculiari, come i loro piedi zigodattili; le loro lunghe lingue retrattili, altamente modificate, che sono in grado di estroflettere in tempi rapidissimi; la loro andatura ondeggiante; e caratteristici corni, corone o creste sul capo o sul muso, che variano a seconda della specie. La maggior parte delle specie, in particolare le più grandi, hanno anche una coda prensile. Gli occhi dei camaleonti sono mobili e possono ruotare indipendentemente l'uno dall'altro, e si allineano all'unisono nel momento in cui l'animale punta la sua preda, offrendo una visione stereoscopica all'animale.
I camaleonti sono perfettamente adattati alla vita arboricola e cacciano usando prevalentemente la vista. Vivono in habitat caldi che variano dalle foreste pluviali ai deserti, e molte specie sono native e presenti in Africa, Madagascar, Europa meridionale e in tutta l'Asia meridionale fino allo Sri Lanka. Alcune specie sono state introdotte anche alle Hawaii, in California e in Florida e sono spesso tenuti come animali domestici.

## Etimologia
Il nome camaleonte viene dal latino chamaeleon, che a sua volta deriva dal greco χαμαιλέων, vocabolo composto da χαμαί «in basso, a terra» e λέων «leone», ed ha il significato letterale di «leone (che striscia) sulla terra» oppure «leone nano».

## Descrizione
I camaleonti sono di dimensioni molto variabili; si va dai 3 a oltre 60 cm. Le dita servono al camaleonte come una tenaglia per afferrarsi saldamente ai rami. Le zampe anteriori presentano due artigli sul dito esterno e tre su quello interno, nelle zampe posteriori questi numeri sono invertiti.
Gli occhi dei camaleonti rappresentano un caso unico nel mondo animale. Possono ruotare e mettere a fuoco indipendentemente l'uno dall'altro; senza spostarsi, il camaleonte è in grado di osservare l'ambiente circostante a 360°. Quando punta una preda, il camaleonte rivolge verso di essa entrambi gli occhi. Gli occhi sono coperti quasi interamente dalle palpebre.

I camaleonti hanno una lingua incredibilmente lunga (talvolta più lunga del loro stesso corpo, fino a quasi due volte la loro lunghezza) e sono in grado di estrofletterla molto velocemente poiché dotata di muscoli estremamente elastici. Dopo averla ritratta completamente sull’osso alla base della lingua, la rilasciano istantaneamente con effetto molla. Grazie alla ventosa di cui dispone sulla punta la lingua quindi è in grado di catturare le prede (erroneamente si crede che sia per merito di una saliva appiccicosa). Non appena la preda viene colpita, viene ritratta e l'insetto viene rapidamente masticato dai forti denti seghettati 
del camaleonte (un piccolo camaleonte riesce a mangiare senza difficoltà anche una grossa locusta o una mantide).

I camaleonti non sono dotati di organo vomeronasale. Come i serpenti, non hanno orecchie. Di alcune specie, viceversa, risulta che comunichino attraverso vibrazioni nei rami e pare siano sordi.

## Distribuzione e habitat

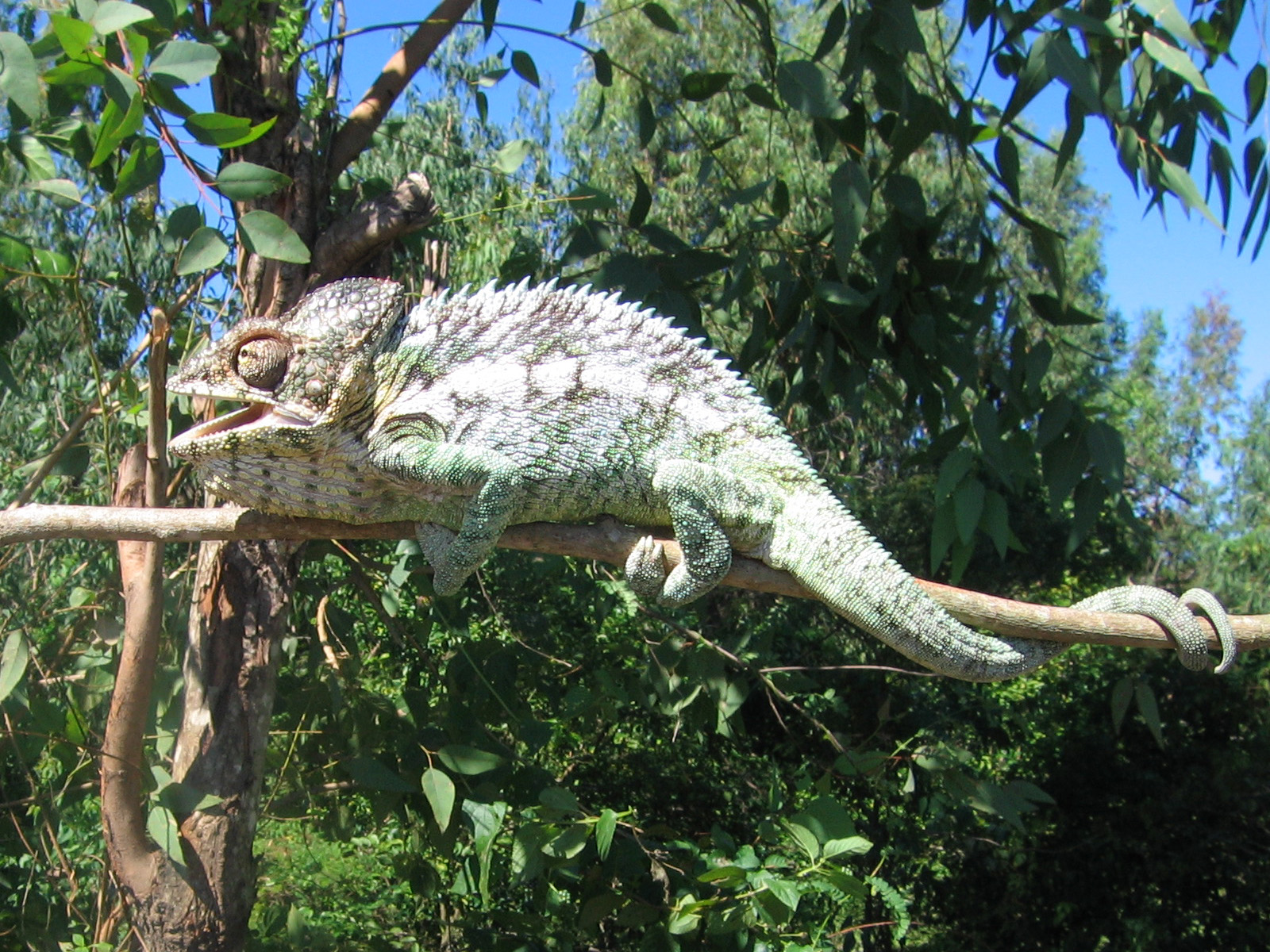
Furcifer verrucosus nella Riserva naturale di Berenty, Madagascar

La maggior parte delle specie di camaleonti si trova in Africa (oltre il 40% nel solo Madagascar), sebbene vi siano camaleonti anche in alcune zone dell'Europa meridionale (Sud Italia, Andalusia, Grecia),  in Asia Minore e nel Medio Oriente, nella penisola arabica, nello Sri Lanka e in India. 
I camaleonti sono specie principalmente arboree, ma possono anche vivere nei cespugli o (per le specie più piccole) nell'erba o nella lettiera delle foreste. Diverse specie di camaleonti si sono adattate a diversi habitat, dalla foresta pluviale e tropicale alla savana fino alle zone semi-desertiche e steppose.

## Biologia

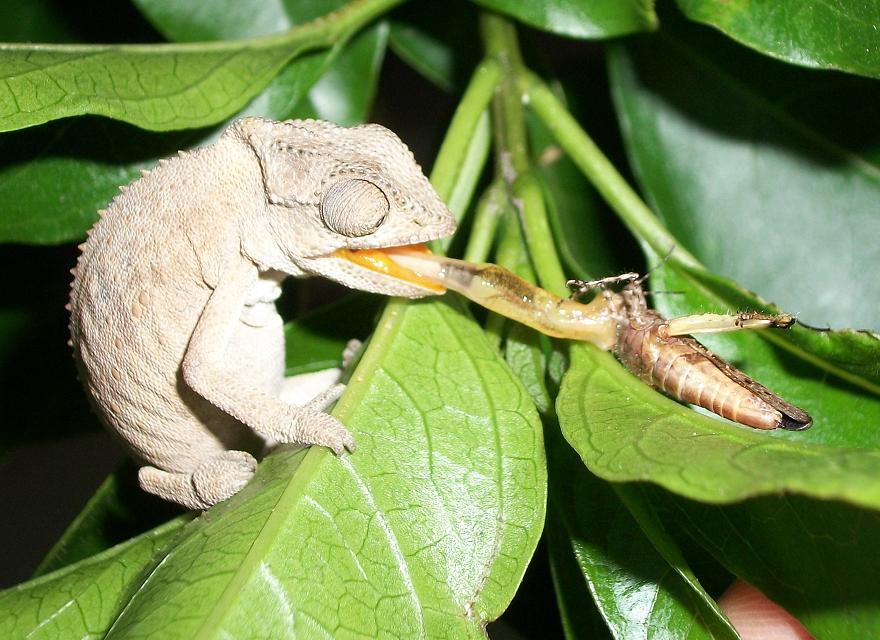
Bradypodion melanocephalum che cattura una preda

Tutte le specie di camaleonti sono diurne, e principalmente attive al mattino e nel tardo pomeriggio. I camaleonti sono molto lenti nei movimenti, e accompagnano i loro passi con un caratteristico ondeggiamento avanti e indietro. Sono in grado di muoversi relativamente più veloci se cercano di sottrarsi allo sguardo di un potenziale predatore, ma sono cacciatori passivi, che rimangono immobili (anche per ore) in attesa di una preda di passaggio. Sono animali solitari e spesso aggressivi nei confronti dei loro simili, eccetto che ai fini dell'accoppiamento.

### Alimentazione
I camaleonti si nutrono generalmente di insetti, soprattutto mantidi, cavallette e grilli, ma le specie più grandi arrivano a nutrirsi di camaleonti più piccoli e di piccoli uccelli. In Africa tuttavia decine di specie si nutrono regolarmente della grande miriade di mosche che infestano gli insediamenti degli uomini, come ad esempio presso i mercati.  Qualche specie, come il C. calyptratus, si ciba occasionalmente di sostanze vegetali.

### Riproduzione
La maggior parte dei camaleonti depone uova. Le uova sono solitamente sepolte nel terreno, e vi rimangono per un periodo che può durare fino a 9 mesi. I camaleonti appena nati sono del tutto indipendenti. Alcune specie, come il camaleonte di Jackson, sono ovovivipare, cioè la femmina dopo la fecondazione tiene le uova dentro di sé fino al completo sviluppo degli embrioni.

### Mutamenti di colore

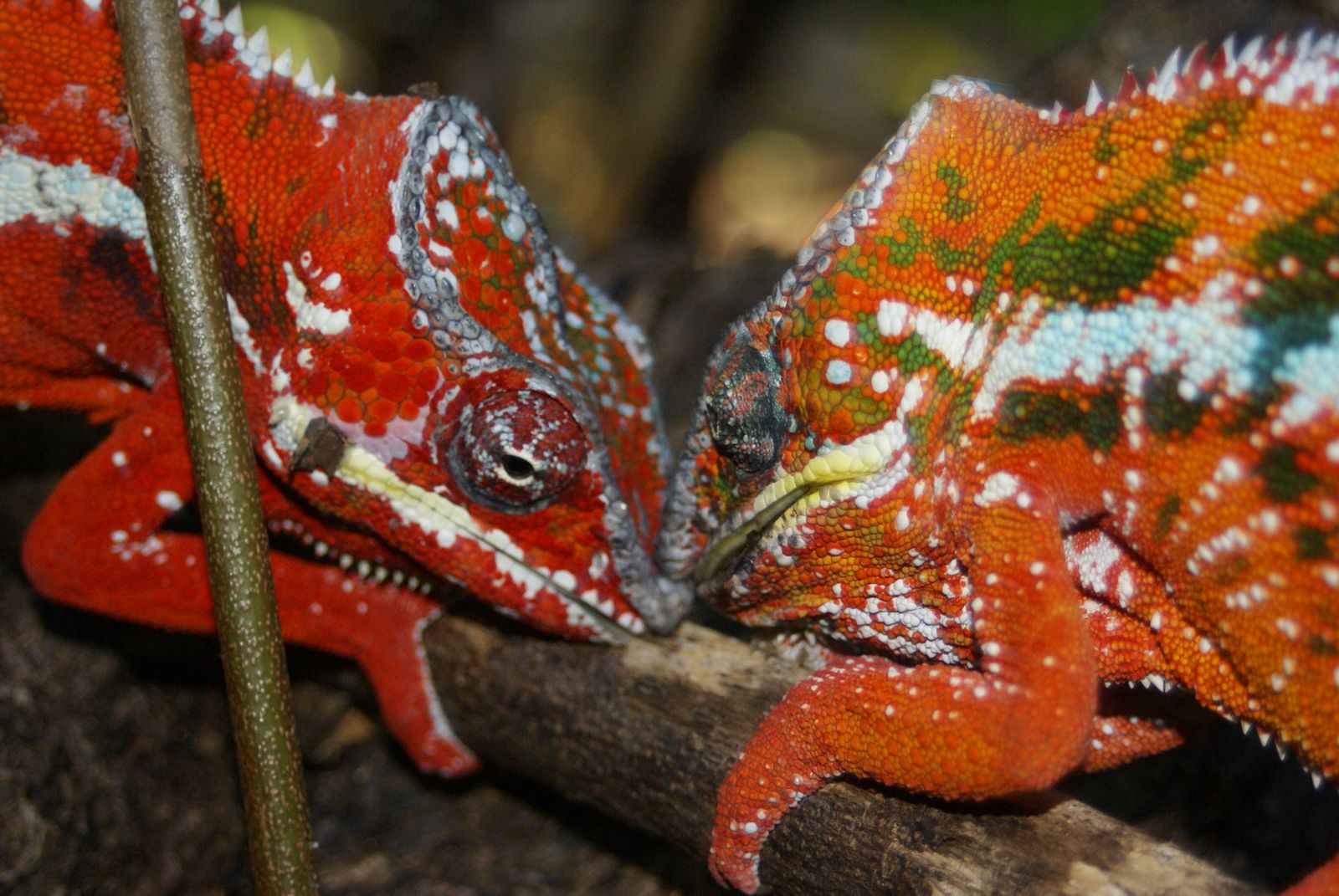
Due esemplari di Furcifer pardalis in combattimento

Alcune specie di camaleonti, ma non tutte, possono mutare il colore della pelle. Il fine primo del mutamento di tonalità non è la mimetizzazione, ma la manifestazione di determinate condizioni fisiche o fisiologiche, o di stati emozionali come la paura. Ad esempio durante i combattimenti assumono, in genere, tonalità più vivaci, come forma di minaccia nei confronti dell'avversario. Infine, influiscono sulla colorazione anche la temperatura e le condizioni di luce.
Il cambiamento di colore dei camaleonti è dovuto ad alcuni strati di cellule specializzate che si trovano sotto la pelle trasparente dell'animale. Le cellule poste nello strato superiore contengono pigmenti gialli e verdi. Quelle dello strato inferiore contengono una sostanza cristallina colorata detta guanina. Le guanofore (cellule della guanina) riflettono una parte della luce incidente, in particolare la luce blu o bianca. Se le cromatofore sovrastanti sono gialle, la luce blu riflessa produce un colore verde. Sotto lo strato delle guanofore e delle cromatofore esiste un terzo strato di cellule melanofore contenenti melanina. Questo strato può scurire o schiarire i colori prodotti dagli strati sovrastanti.

## Tassonomia

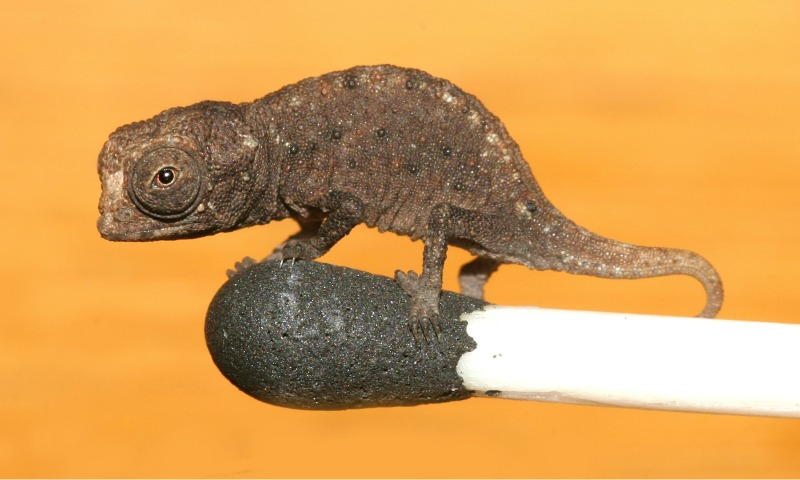
Brookesia micra

La famiglia Chamaeleonidae comprende 197 specie suddivise in 2 sottofamiglie e 12 generi:
- Sottofamiglia Brookesiinae
  - Brookesia Gray, 1865 (30 spp.)
  - Palleon Glaw, Hawlitschek and Ruthensteiner, 2013 (2 spp.)
  - Rhampholeon Günther, 1874 (14 spp.)
  - Rieppeleon Matthee, Tilbury and Townsend, 2004 (3 spp.)
- Sottofamiglia Chamaeleoninae
  - Archaius Gray, 1865 (1 specie)
  - Bradypodion Fitzinger, 1843 (17 spp.)
  - Calumma Gray, 1865 (32 spp.)
  - Chamaeleo Laurenti, 1768 (14 spp.)
  - Furcifer Fitzinger, 1843 (22 spp.)
  - Kinyongia Tilbury, Tolley and Branch, 2006 (18 spp.)
  - Nadzikambia Tilbury, Tolley and Branch, 2006  (2 spp.)
  - Trioceros Swainson, 1839 (42 spp.)

### Alcune specie

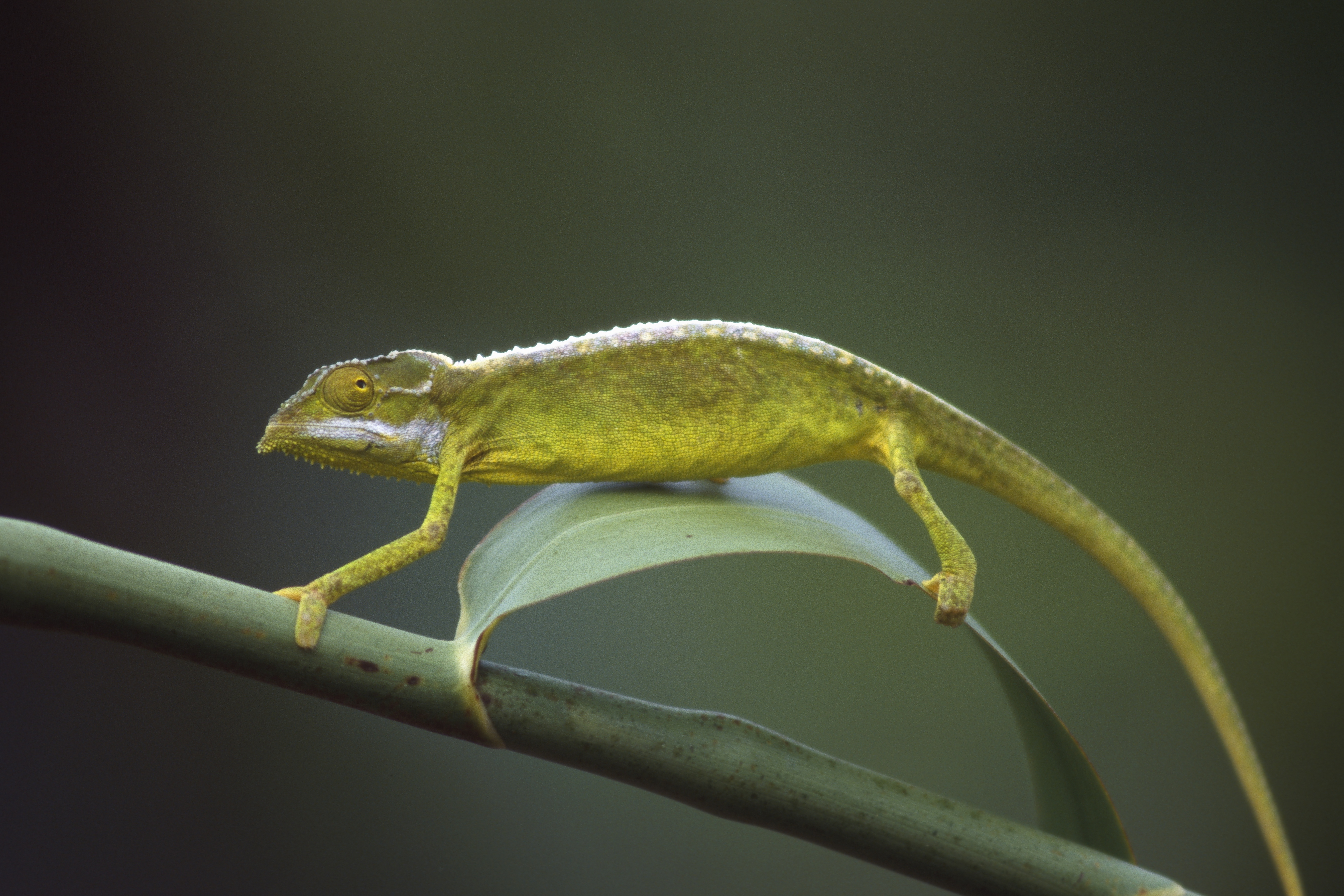
Archaius tigris
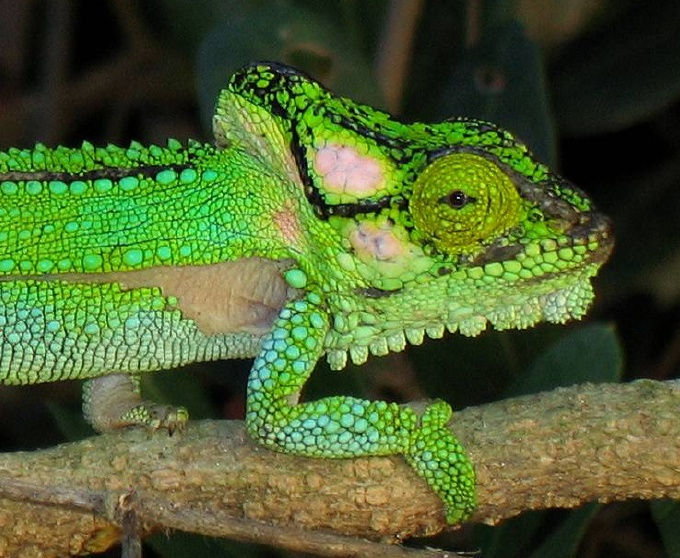
Bradypodion damaranum
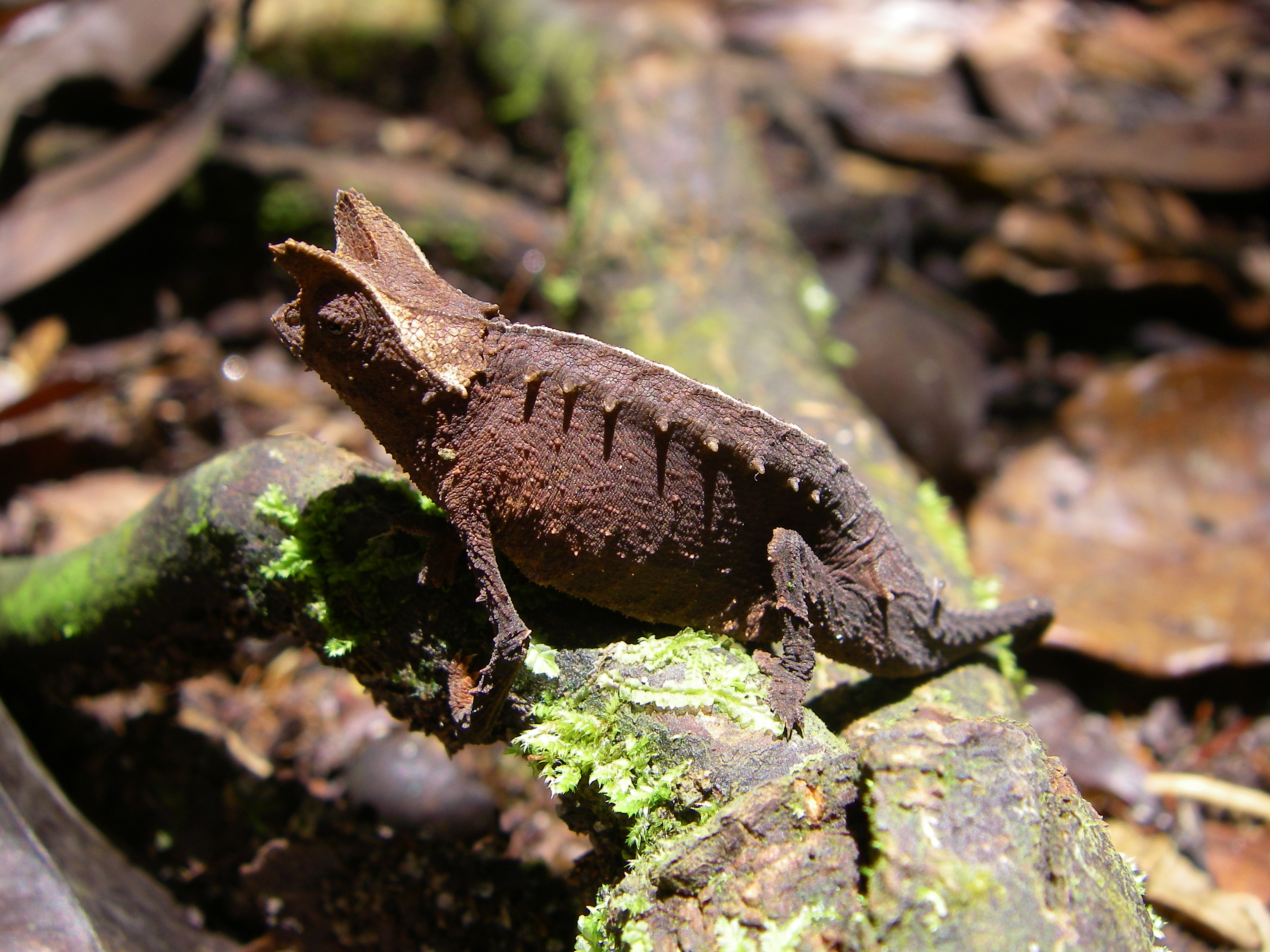
Brookesia superciliaris
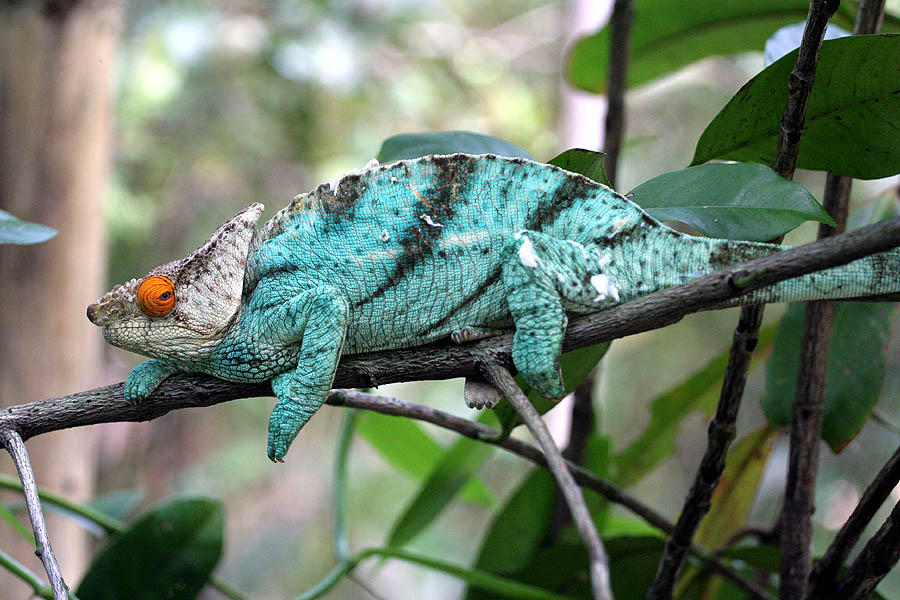
Calumma parsonii
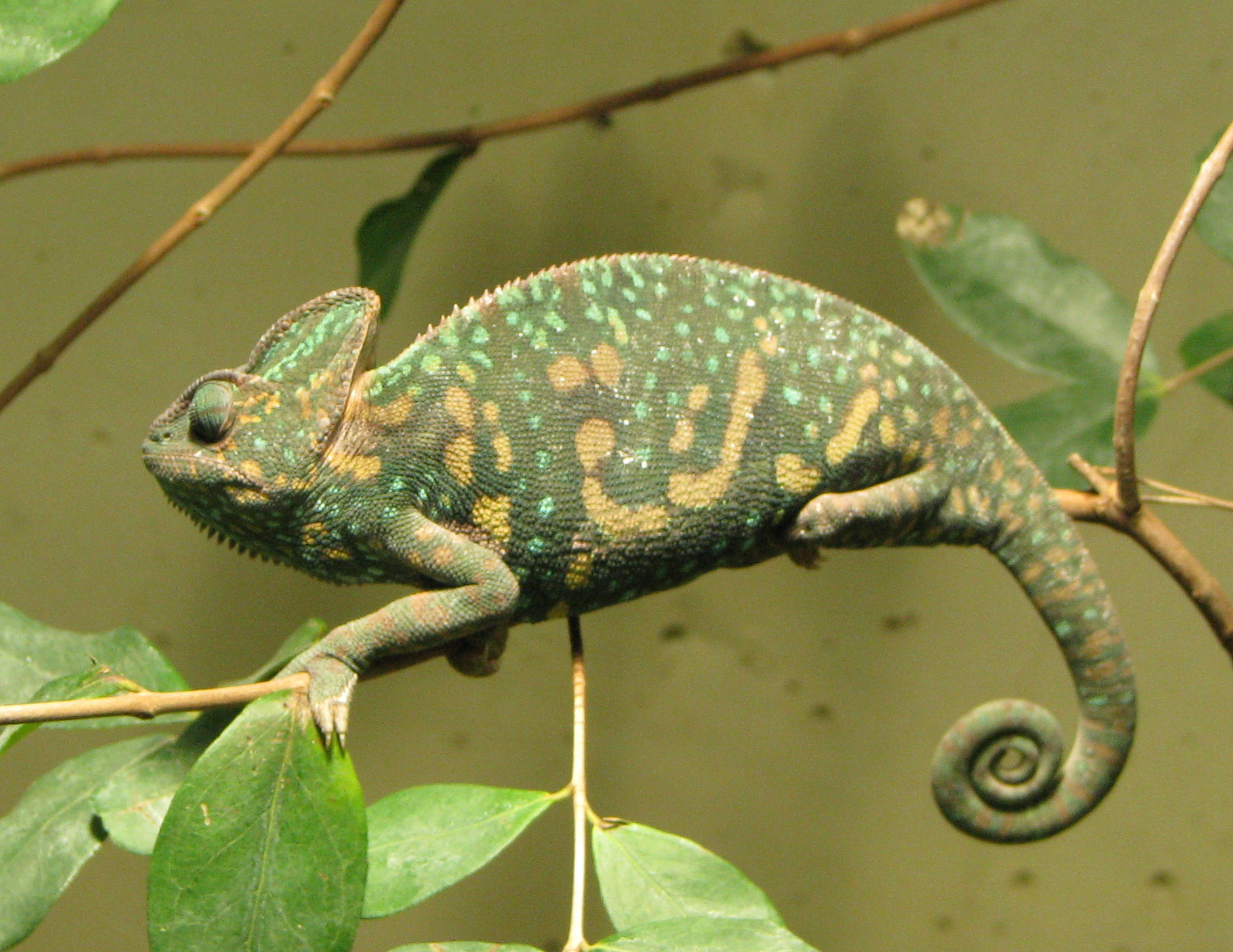
Chamaeleo calyptratus
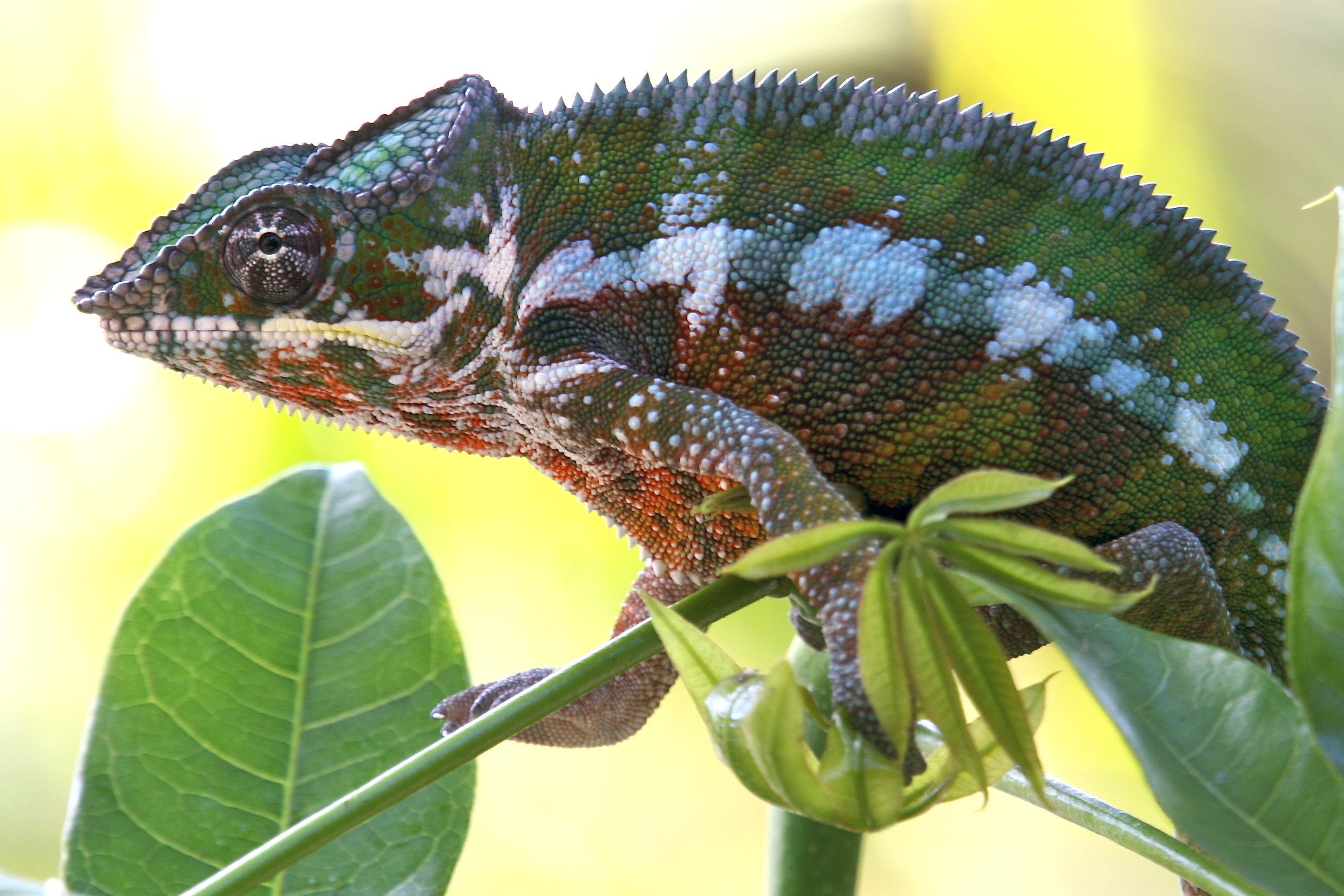
Furcifer pardalis
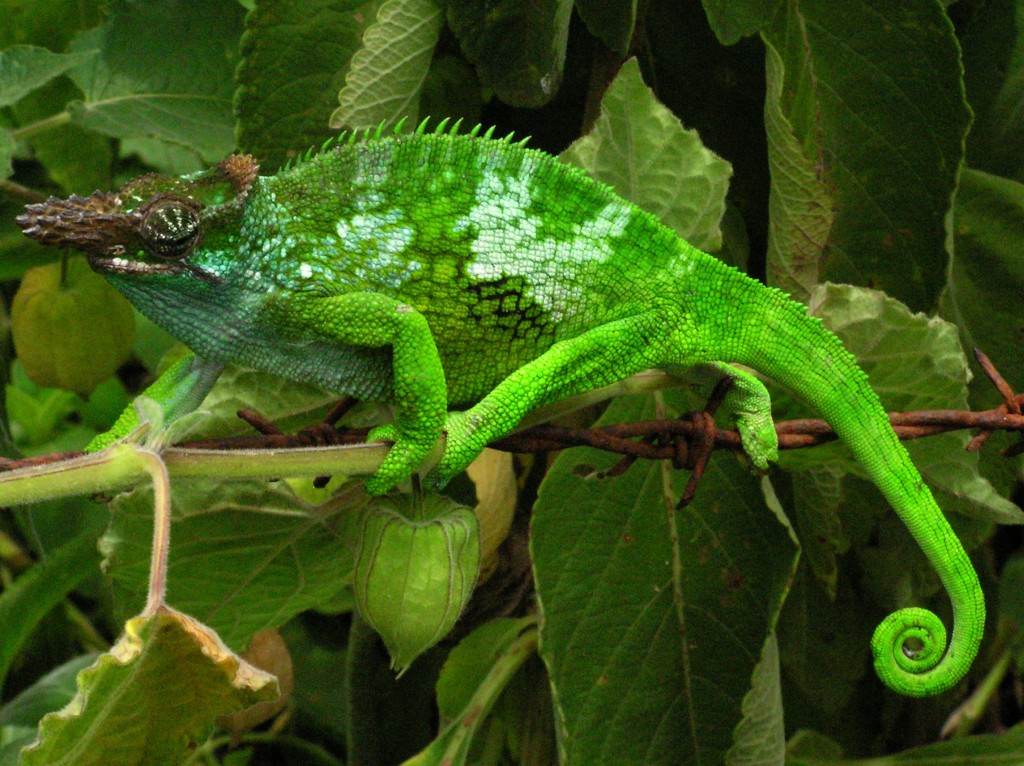
Kinyongia multituberculata
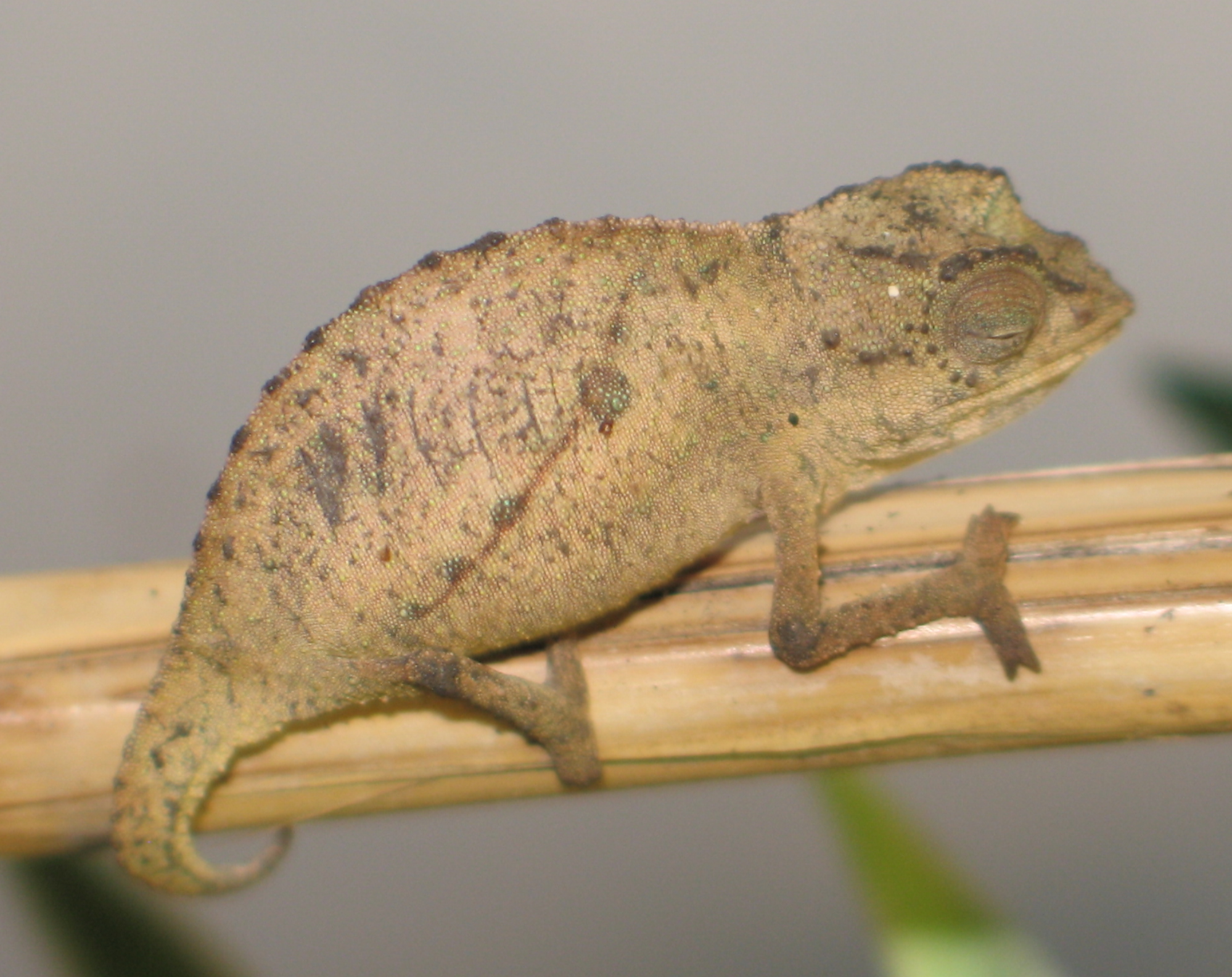
Rhampholeon temporalis
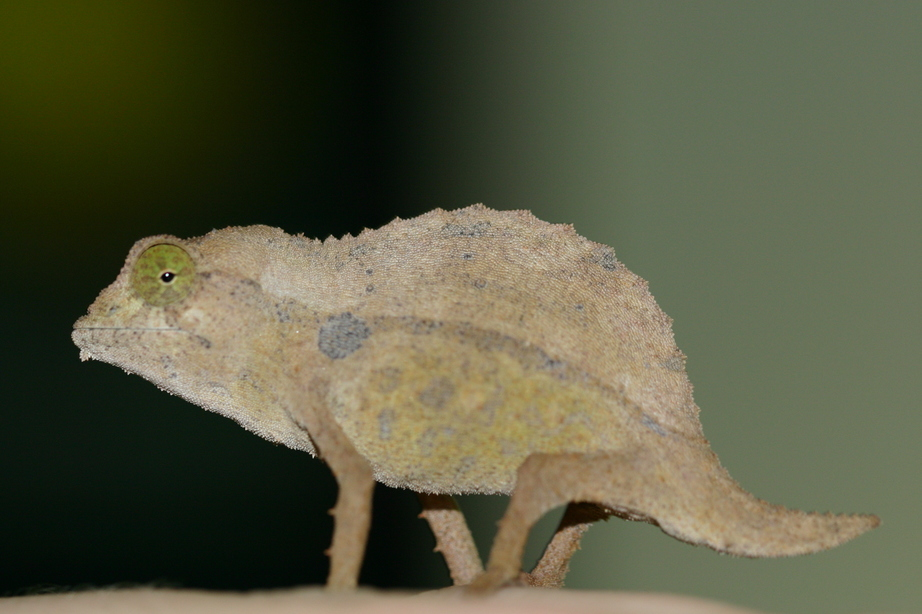
Rieppeleon brevicaudatus
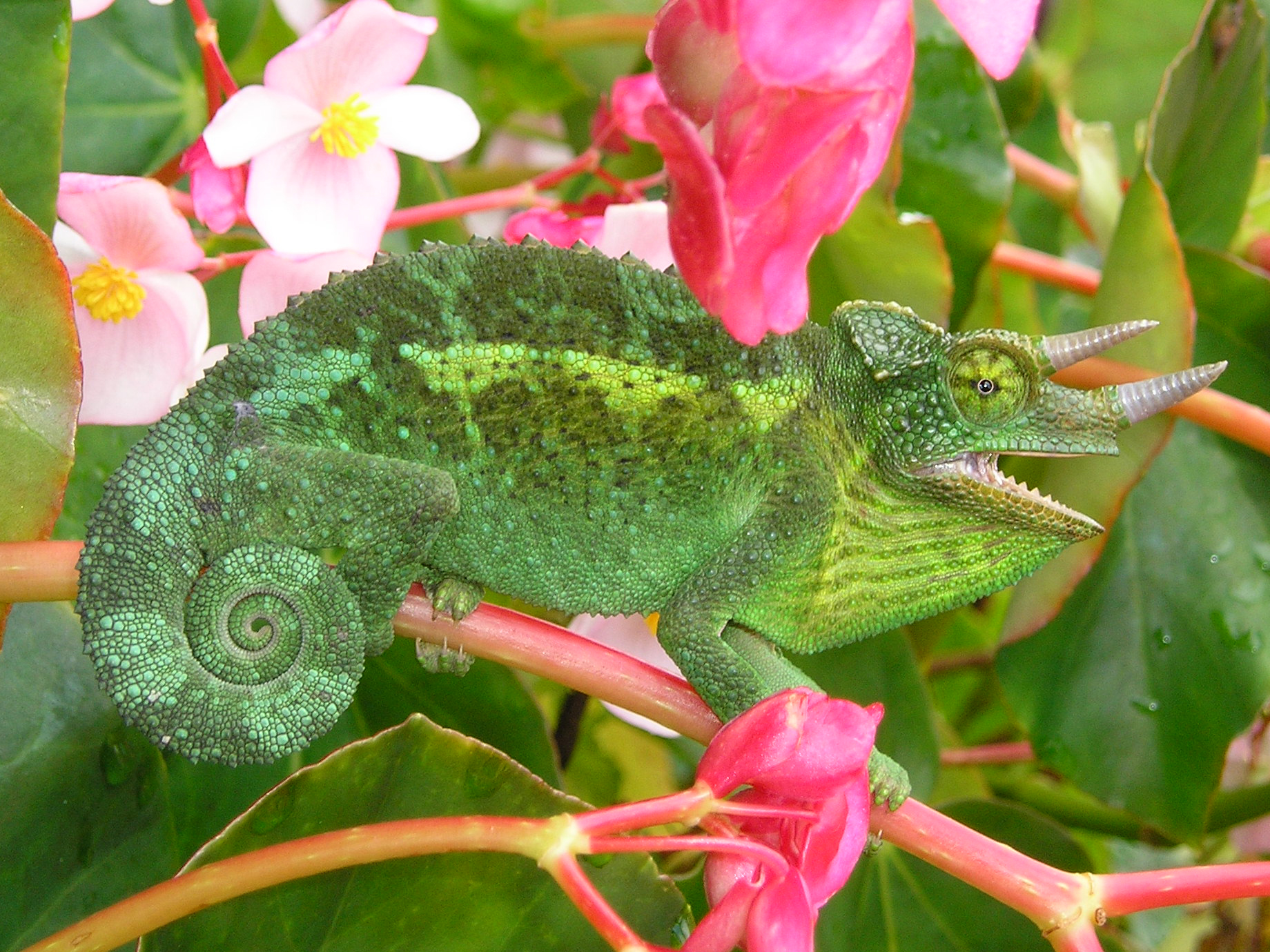
Trioceros jacksonii

## Camaleonti nella cultura

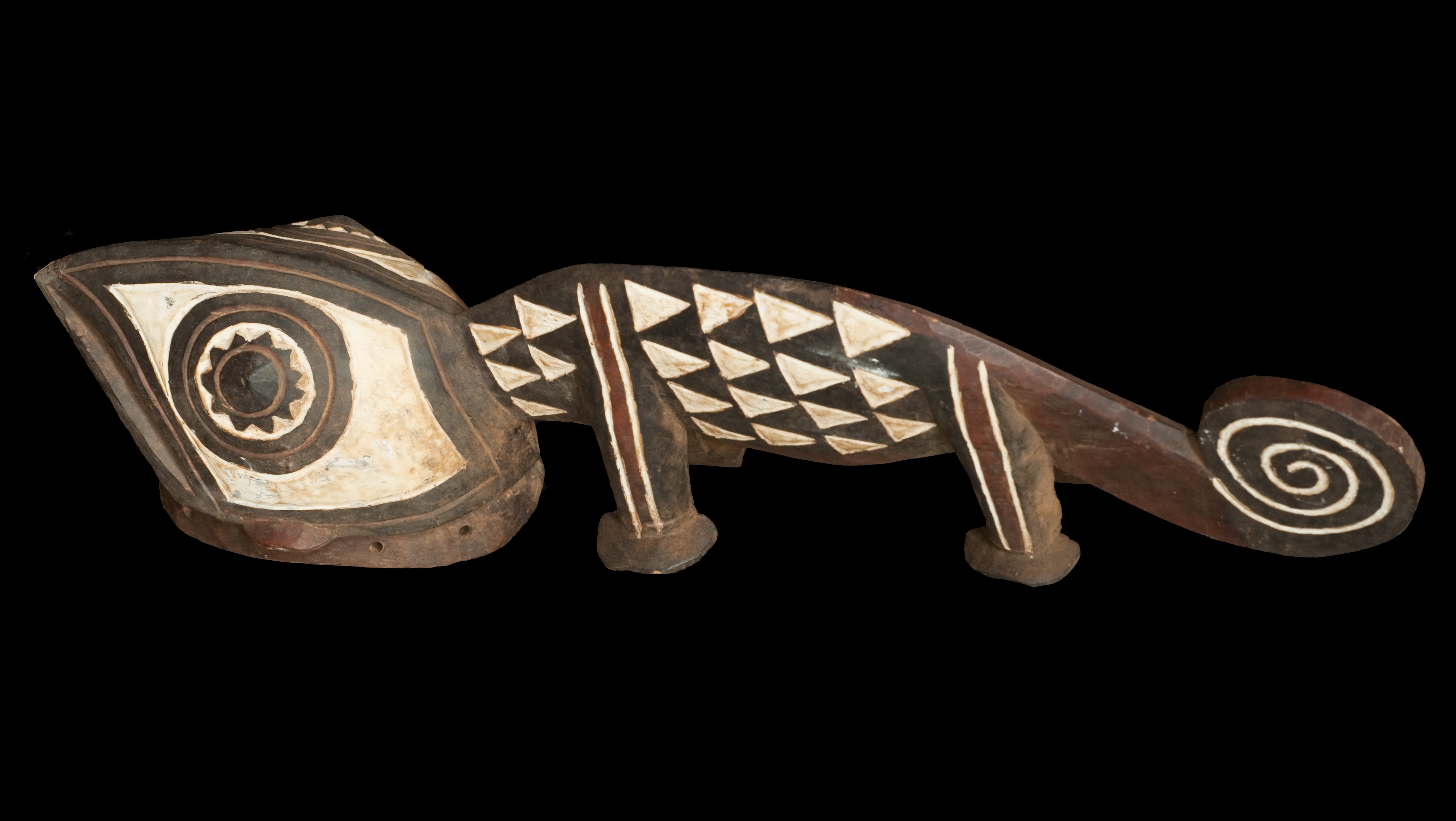
Scultura africana raffigurante un camaleonte

Diverse popolazioni africane hanno miti legati a questi animali. Secondo una leggenda del popolo Chewa del Malawi, per esempio, gli dei usarono un camaleonte come messaggero per annunciare agli esseri umani l'esistenza di una vita dopo la morte.

In Madagascar il camaleonte viene visto dalla maggior parte della popolazione con timore e una sorta di soggezione. I Sakalava (tribù del Nord) ritengono infatti che i camaleonti portino in sé gli spiriti cattivi dei morti.

## Camaleonti come animali domestici

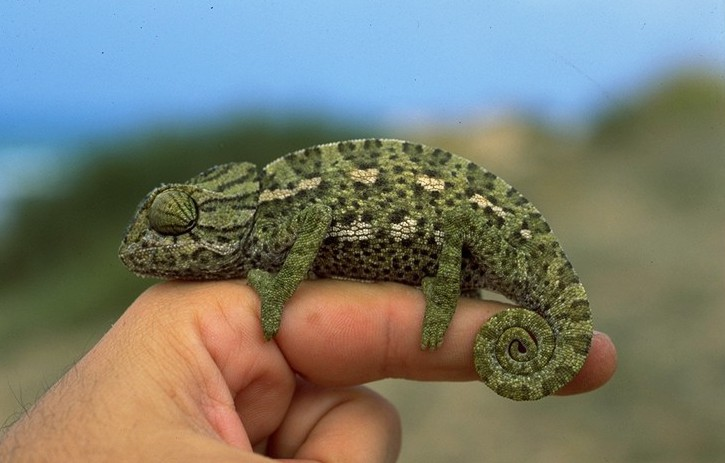

Numerose specie di camaleonti vengono venduti come animali domestici. Il loro commercio è regolamentato dalla  Convention on International Trade of Endangered Species (CITES).
Tra le specie più popolari vi sono:
- Kinyongia fischeri e Kinyongia tavetana (Tanzania)
- Furcifer lateralis, Furcifer pardalis  e Furcifer verrucosus  (Madagascar)
- Chamaeleo calyptratus, Chamaeleo chamaeleon  (Giordania)
- Chamaeleo dilepis, Trioceros bitaeniatus, Trioceros deremensis,  Trioceros fuelleborni, Trioceros hoehnelli, Trioceros jacksonii, Trioceros melleri, Trioceros rudis e Trioceros werneri  (Africa orientale)
- Chamaeleo gracilis (Africa occidentale e orientale)
- Chamaeleo senegalensis (Africa occidentale)
- Furcifer pardalis e Chamaeleo calyptratus (Italia)[8]